# Ireland Baldwin

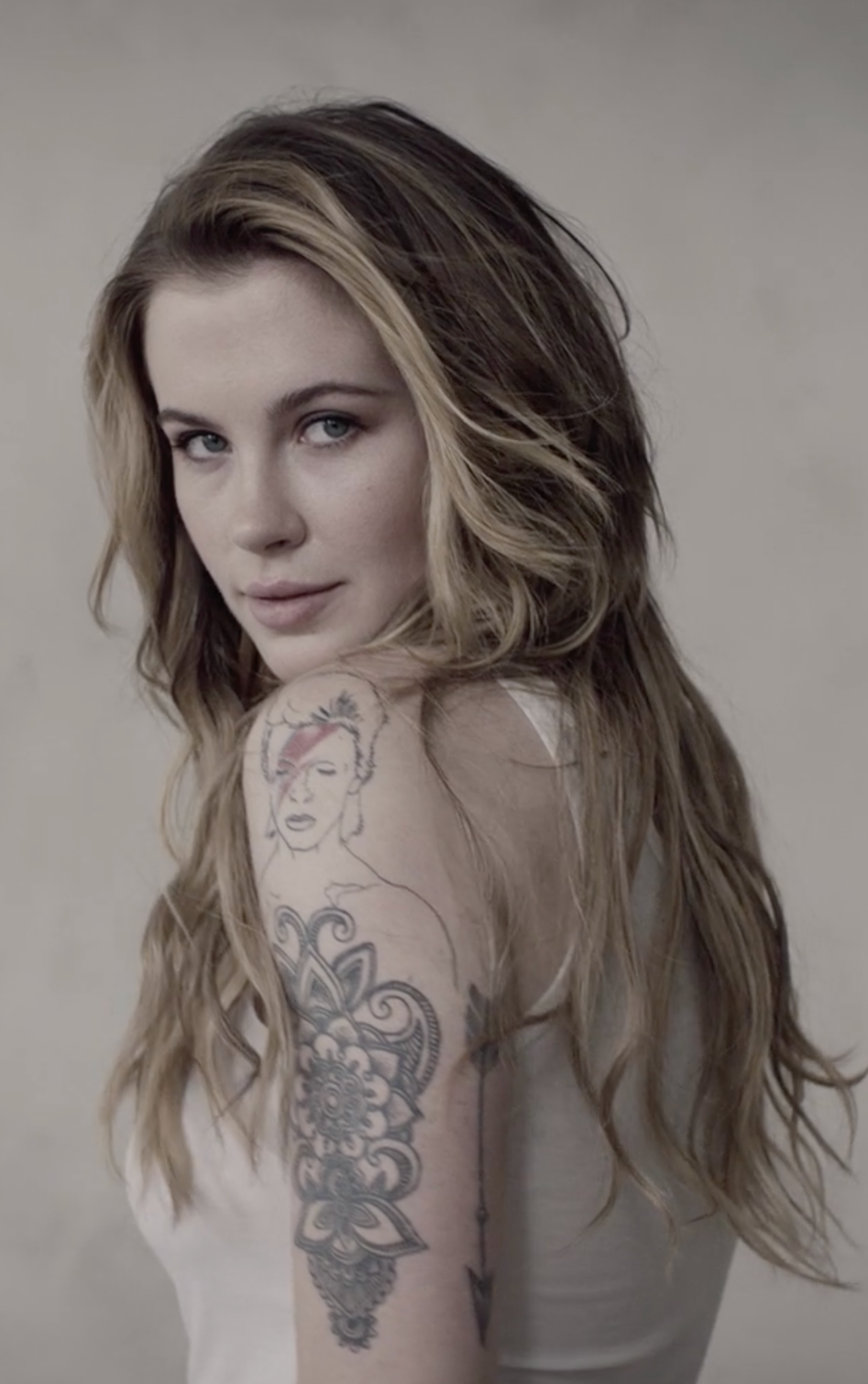
Ireland Baldwin (2016)

Ireland Eliesse Baldwin (* 23. Oktober 1995 in Los Angeles, Kalifornien) ist ein US-amerikanisches Model.

## Leben
Baldwin ist die Tochter von Alec Baldwin und Kim Basinger. Sie hat sechs jüngere Halbgeschwister, die aus der aktuellen Ehe ihres Vaters mit Hilaria Baldwin entstammen. Sie ist die Nichte der ebenfalls bekannten Schauspieler William, Stephen und Daniel Baldwin. 
Die 1,85 m große Baldwin war in Zwei vom alten Schlag und den MTV Video Music Awards (2014) zu sehen.